# Адреноксин
Ферредоксин надпочечников также известный как адренодоксин, адреноксин, митохондриальный ферредоксин, гепаторедоксин или ферредоксин-1 (FDX1) — белок, который у человека кодируется геном FDX1. В дополнение к экспрессируемой форме в хромосомном локусе (11q22) существует в виде псевдогена на хромосомах 20 и 21.

## Функции
Ферредоксин-1 — это маленький железосерный белок, который принимает электроны от НАДФН с помощью фермента ферредоксинредуктазы и переносит их к цитохрому P450. Данная система окисления/восстановления представлена в тканях, синтезирующих стероиды, и участвует в синтезе желчных кислот и витамина D. Ферредоксин-1 присутствует в разных тканях, но все его формы идентичны друг другу и не являются тканеспецифичными.